# 634
| Calendário gregoriano                                                        | 634 DCXXXIV                     |
| Ab urbe condita                                                              | 1387                            |
| Calendário arménio                                                           | 82 – 83                         |
| Calendário bahá'í                                                            | -1210 – -1209                   |
| Calendário budista                                                           | 1178                            |
| Calendário chinês                                                            | 3330 – 3331                     |
| Calendário copta                                                             | 350 – 351                       |
| Calendário etíope                                                            | 626 – 627                       |
| Calendários hindus - Vikram Samvat - Calendário nacional indiano - Cáli Iuga | 689 – 690 555 – 556 3734 – 3735 |
| Calendário Holoceno                                                          | 10634                           |
| Calendário islâmico                                                          | 12 – 13                         |
| Calendário judaico                                                           | 4394 – 4395                     |
| Calendário persa                                                             | 12 – 13                         |
| Calendário rúnico                                                            | 884                             |
| Calendário solar tailandês                                                   | 1177                            |

634 (DCXXXIV na numeração romana) foi um ano comum do século VII, do Calendário Juliano, da Era de Cristo, teve início e fim em um sábado, com a letra dominical B. Segundo o horóscopo chinês, foi o ano do Cavalo.
| ano completo                   |
| ------------------------------ |
| Ano comum com início ao sábado |

## Eventos

### Médio Oriente
- Começa a expansão islâmica para fora da Arábia, com o início das invasões da Síria e do Iraque.
- Guerras bizantino-árabes: o imperador bizantino Heráclio fracassa na sua tentativa de deter o avanço islâmico na Síria e na Palestina nas campanhas comandadas pessoalmente por ele. Envia o seu irmão Teodoro para reconquistar os territórios recém-perdidos. Os invasores muçulmanos são apoiados por judeus e cristãos monofisistas descontentes com o domínio bizantino.
- São Sofrónio torna-se patriarca de Jerusalém e escreve uma carta ao papa Honório I explicando a fé ortodoxa e como esta era contrária ao monotelismo.
- 30 de julho — Batalha de Ajenadaim: primeira primeira batalha formal em campo aberto entre o Império Bizantino e o Califado Ortodoxo, travada a algumas dezenas de quilómetros de Jerusalém, termina com uma vitória decisiva dos muçulmanos sobre os bizantinos comandados por Teodoro. Heráclio, que se encontrava em Emesa, foge para Antioquia ao saber da derrota.
- 21 de agosto — início do cerco de Damasco por tropas do Califado Ortodoxo.
- 23 de agosto — Omar sucede a Abacar como califa.
- 19 de setembro — data provável do fim do cerco de Damasco, que terminou com a tomada da cidade pelo Califado ao Império Bizantino.

### Europa

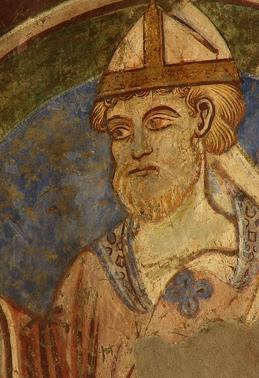
Retrato de São Cuteberto em fresco da Catedral de Durham

- Dagoberto I, rei merovíngio da Austrásia, é forçado a ceder o trono ao seu filho Sigeberto III, então com três anos.
- Osvaldo ascende ao trono da Nortúmbria.
- Santo Edano é convocado por Osvaldo da Nortúmbria para fundar uma diocese cristã na ilha sagrada de Lindisfarne.

## Nascimentos
- São Cuteberto, bispo e eremita associado aos mosteiros de Melrose e Lindisfarne  (m. 687).
- Atanásio II de Antioquia, escritor, filósofo e patriarca ortodoxo sírio de Antioquia entre 683 e 686  (m. 686).
- Germano I de Constantinopla, patriarca de Constantinopla entre 715 e 730 (m. 733 ou 740).

## Mortes
- Suíntila, rei dos Visigodos entre 621 e 631.
- Modesto de Jerusalém, patriarca de Jerusalém.
- 23 de agosto - Abacar - primeiro califa após Maomé  (n. c. 570).